# Lijst van stadslijnen Amsterdam
Hieronder is een lijst van de door het GVB vanaf 15 december 2024 geëxploiteerde stadslijnen in Amsterdam (en Amstelveen, Diemen, Duivendrecht, Schiphol en Weesp). In deze lijst zijn alle stadslijnen opgenomen van zowel de tram, metro en bus. Ook staan hier de nachtbuslijnen. De veerdiensten voeren geen lijnnummers maar administratief hebben ze de lijnnummers F1 t/m F4, F6, F7 en F9.
- Tram 1: Muiderpoortstation – Osdorp De Aker
- Tram 2: Centraal Station – Nieuw Sloten
- Tram 3: Westergasfabriek – Flevopark
- Tram 4: Centraal Station – Station RAI
- Tram 5: Zoutkeetsgracht – Stadshart Amstelveen
- Tram 7: Slotermeer – Azartplein
- Tram 12: Centraal Station – Amstelstation
- Tram 13: Centraal Station – Geuzenveld
- Tram 14: Centraal Station – Indische Buurt
- Bus 15: Station Sloterdijk – Station Zuid
- Tram 17: Centraal Station – Osdorp Dijkgraafplein
- Bus 18: Centraal Station – Slotervaart
- Tram 19: Station Sloterdijk – Diemen Sniep
- Bus 21: Centraal Station – Geuzenveld
- Bus 22: Station Sloterdijk – Muiderpoortstation
- Tram 24: Frederiksplein – De Boelelaan / VU
- R-net tram 25: Station Amsterdam Zuid – Uithoorn Centrum
- Tram 26: Centraal Station – IJburg
- Tram 27: Surinameplein – Osdorp Dijkgraafplein (alleen in de ochtendspits)
- Bus 34: Olof Palmeplein  – Noorderpark
- Bus 35: Molenwijk – Olof Palmeplein
- Bus 36: Metro Noord – Station Sloterdijk
- Bus 37: Metro Noord – Amstelstation
- Bus 38: Buiksloterham – Metro Noord
- Bus 40: Amstelstation – Muiderpoortstation
- Bus 41: Station Holendrecht – Amstelstation
- Bus 43: Centraal Station – Borneo-eiland
- Bus 44: Station Bijlmer ArenA – Diemen-Noord
- Bus 47: Station Bijlmer ArenA – Station Holendrecht
- Bus 48: Centraal Station – Houthavens
- Bus 49: Station Bijlmer ArenA – Station Weesp (alleen maandag t/m vrijdag overdag)
- Metro 50: Isolatorweg – Gein
- Metro 51: Centraal Station – Isolatorweg
- Metro 52: Station Noord – Station Zuid
- Metro 53: Centraal Station – Gaasperplas
- Metro 54: Centraal Station – Gein
- Bus 61: Station Sloterdijk – Osdorpplein
- Bus 62: Station Lelylaan – Amstelstation
- Bus 63: Station Lelylaan – Osdorp De Aker
- Bus 65: KNSM-eiland – Amstelstation
- Bus 66: Station Bijlmer ArenA – IJburg
- Bus 68: Metrostation Henk Sneevlietweg – Riekerpolder (uitbesteed aan Jan de Wit)
- Spitsbus 231: Station Sloterdijk – Abberdaan
- Spitsbus 233: Station Sloterdijk – Westpoort (uitbesteed aan Jan de Wit)
- Spitsbus 245: Molenwijk – Schiphol
- Spitsbus 246: Borneo-eiland – Schiphol
- Spitsbus 247: Bos en Lommerplein – Schiphol
- Spitsbus 267: Anderlechtlaan – Riekerpolder (uitbesteed aan Jan de Wit)
- R-net bus 360: Station Bijlmer ArenA – IJburg
- R-net bus 369: Station Sloterdijk – Luchthaven Schiphol
- Servicebus 461: Gelderlandplein – Gustav Mahlerplein
- Servicebus 463: Gelderlandplein – Bolestein
- Servicebus 464: Gelderlandplein – Vivaldi
- Nachtbus N81: Centraal Station – Station Sloterdijk
- Nachtbus N82: Centraal Station – Geuzenveld
- Nachtbus N83: Centraal Station – Osdorp De Aker
- Nachtbus N84: Centraal Station – Busstation Amstelveen
- Nachtbus N85: Centraal Station – Gein
- Nachtbus N86: Centraal Station – Station Bijlmer ArenA
- Nachtbus N87: Centraal Station – Station Bijlmer ArenA (via Diemen)
- Nachtbus N88: Centraal Station – Nieuw Sloten
- Nachtbus N89: Centraal Station – IJburg
- Nachtbus N91: Centraal Station – Nieuwendam
- Nachtbus N93: Centraal Station – Molenwijk
- Veer F1: Oostveer (Azartplein – Zamenhofstraat)
- Veer F2: IJpleinveer (De Ruijterkade – IJplein)
- Veer F3: Buiksloterwegveer (De Ruijterkade – Buiksloterweg)
- Veer F4: NDSM-veer (De Ruijterkade – NDSM)
- Veer F6: Distelwegveer (Pontsteiger – Distelweg)
- Veer F7: Houthavenveer (Pontsteiger – NDSM)
- Veer F9: Sporenburg – Zeeburgereiland
- Mokumflex